# Strupice (województwo świętokrzyskie)
Strupice – wieś w Polsce, położona w województwie świętokrzyskim, w powiecie ostrowieckim, w gminie Waśniów. Leży przy DW751.
| SIMC    | Nazwa            | Rodzaj    |
| ------- | ---------------- | --------- |
| 0276370 | Łapiguz          | część wsi |
| 1018901 | Strupice-Folwark | część wsi |
| 0276392 | Strupice-Kolonia | kolonia   |

W latach 1975–1998 miejscowość położona była w województwie kieleckim.